# Maritieme Orde van Verdienste

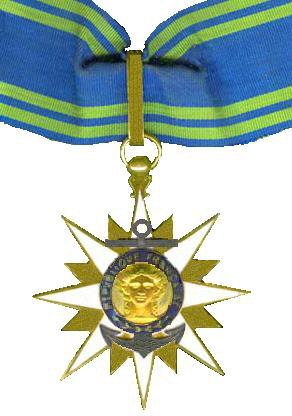
De insignes van een commandeur; halskruis en het draagteken voor op de revers.

De Maritieme Orde van Verdienste (Frans: "Ordre du Mérite Maritime") is een Franse orde van verdienste die op 9 februari 1930 werd ingesteld. Anders dan de 15 andere Franse onderscheidingen die specifiek aan een ministerie waren verbonden, bleef deze onderscheiding in 1964 naast het Legioen van Eer en de Nationale Orde van Verdienste bestaan. De orde werd in 1948 en 2000 hervormd.
Aan de instelling ging 20 jaar van discussie in het Franse Parlement vooraf, en met deze decoratie onderstreepte Frankrijk het grote belang van de koopvaardij. De Orde beloont ook de risico's die zeelieden tijdens hun loopbaan lopen.
De orde kent drie afdelingen:
- "Contingent A"; de opvarenden van de handelsvloot, de ambtenaren die zich met die vloot bezighouden en de opvarenden van zeilschepen en reddingsboten.
- "Contingent B"; personeel van de Franse Marine.
- "Contingent C"; Personen die zich op maritiem gebied hebben onderscheiden.

De administratie van de orde is aan de "Raad van de Orde van Maritieme Verdienste" opgedragen die door de Minister voor de zee wordt voorgezeten. De ridders moeten ten minste 30 jaar oud zijn en, voor zover van toepassing, 15 jaar hebben gevaren. Na 8 jaar kunnen zij worden bevorderd tot officier en na nogmaals 5 jaar kunnen zij commandeur worden. Bij voorbeeldig gedrag of dapperheid wordt aan deze eisen voorbijgegaan en officieren en commandeurs in het legioen van Eer krijgen bij hun benoeming ook een overeenkomende rang in deze orde.

## De drie rangen van de orde
- Commandeur. De commandeur draagt een groot uitgevoerd kleinood van de orde aan een lint om de hals. Er is geen lauwerkrans.
- Officier. De officier draagt een kleinood aan een lint met een rozet op de linkerborst.
- Ridder. De ridder draagt een kleinood aan een lint op de linkerborst. Bij de ridder is in het kleinood geen goud verwerkt.

Zoals in Frankrijk gebruikelijk zijn er vaste aantallen (contingenten) ridders, commandeurs en grootkruisen. De Raad benoemt daarom:
- in "Contingent A": 5 commandeurs, 39 officieren en 132 ridders.
- in "Contingent B": 3 commandeurs, 14 officieren en 40 ridders.
- in "Contingent C": 2 commandeurs, 17 officieren en 88 ridders.

## De versierselen van de orde
Het kleinood heeft de vorm van een windroos met 16 afwisselend gouden en wit geëmailleerde streken waarop een zilveren anker is gelegd.
In het centrale medaillon is het hoofd van de Republiek afgebeeld binnen een blauwe band met de woorden "République française" op de voorzijde en "Mérite Maritime" op de keerzijde. Het lint is blauw met twee groene biezen.